# Поворот (селище)
Поворот (рос. Поворот) — селище Селенгинського району, Бурятії Росії. Входить до складу Сільського поселення Нижньоубукунське.
Населення — 181 особа (2015 рік).